# Palais des sports du Prado
Pour les articles homonymes, voir Palais des sports et Prado.
Le palais des sports du Prado, abrégé localement en « le Palais des Sports », est un équipement omnisports de Bourges dédié au basket-ball. C'est l'antre du Tango Bourges Basket anciennement CJMBB [Cercle Jean Macé Bourges Basket].
L'engouement du public est extrême, et il a fallu agrandir par deux fois l'ancien "gymnase" du Prado pour l'amener à recevoir plus de 3 000 spectateurs et le baptiser palais des sports de Bourges.
S'y sont déroulés :
- les matches de championnat de l'équipe du Tango Bourges Basket ;
- les matches de Coupe d'Europe de l'équipe du Tango Bourges Basket ;
- deux finales à quatre de l'Euroligue féminine : 1998, 2003.
- deux finales retour de la coupe Liliana Ronchetti devenue l'actuelle Eurocoupe FIBA : finale Ronchetti 1995 (Bourges-Parme 1995) et finale Eurocoupe 2016 (Bourges-Villeneuve d'Ascq 2016) remportées par l'équipe de Bourges.
- des matches de l'équipe de France féminine dont un TQO en 2020 (Tournoi Qualificatif Olympique) entre les nations suivantes France, Australie, Porto Rico et Brésil.

Entre 2013 et 2015, de lourds travaux de rénovation sont engagés pour rénover et agrandir la salle qui voit ainsi sa capacité portée à 5000 places.

## Description technique

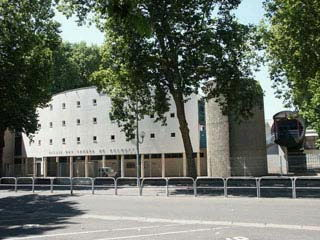
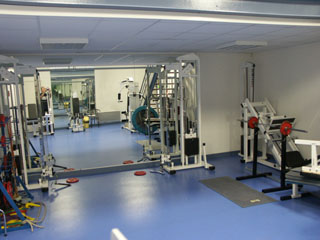

- 5 027 places assises
- 2 terrains de basket
- 1 salle de musculation
- 1 salle de presse
- 1 salon "partenaires"
- 1 salle "supporters"
- 1 boutique du club